# 吴凡 (1923年)
吳凡（1923年12月—），重慶人，中國書畫家。擅長中國畫、版畫。1948年畢業於國立藝術專科學校，師從李可染、潘天壽學習國畫，並從倪貽德學習油畫。中華人民共和國成立後，曾擔任中國美術家協會理事、中國版畫家協會理事、四川美術家協會副主席。代表作品有版畫《山雨欲來》、《沙漠樹田》、《谷雨時節》等。1959年，版畫《蒲公英》曾在德國萊比錫國際版畫比賽中獲得金獎。
著有《吳凡作品集》、《吳凡版畫集》等專著。以他名字命名的中國書畫藝術輯《吳凡藝術》於2005年出版。

## 外部連結
- 吳凡簡介
- 吹不盡的蒲公英——評《吳凡藝術》（页面存档备份，存于）